# Miedzno, Tỉnh West Pomeranian
Miedzno [ˈmjɛd͡znɔ] (tiếng Đức: Niederhof) là một ngôi làng thuộc khu hành chính của Gmina Sławoborze, thuộc quận Świdwin, West Pomeranian Voivodeship, ở phía tây bắc Ba Lan.
Trước năm 1945, khu vực này là một phần của Đức. Đối với lịch sử của khu vực, xem Lịch sử của Pomerania.